# 351. п. н. е.

## Догађаји
- Изабран први цензор у у Центуријатску скупштину из редова плебејаца.